# Újbudak
Újbudak egy középkori vár volt Horvátországban, a Lika-Zengg megyei Gospićhoz tartozó Budak területén.

## Fekvése
A Gospićtól északra a Likai-mezőn fekvő Budak falu területén voltak maradványai, de ezek pontos helye ma már nem ismert.

## Története
A várat egyetlen történeti forrás, Glavinić zenggi püspök 1696-os likai egyházlátogatása alkalmával készített leírása említi. A vár helyére vonatkozóan két elképzelés van. Stjepan Pavičić történész a mai falutól nyugatra, a „Stari Grad” nevű helyre teszi. Ezt a helynevet nem találjuk a térség újabb topográfiai térképein, sőt az idősebb lakosok sem emlékeznek erre a névre. A mai topográfiai térképeken ennek a területnek a neve „Skalića draga”. Ezen a helyen a terepen, ma nem található semmi olyan, ami a török kor előtti idők épületmaradványára utalna, de mivel a közelmúltbeli háború maradványai (harckocsiárkok) miatt a terep alaposan feldúlt, nem zárhatjuk ki ezt a helyet, mint Újbudak középkori várának lehetséges helyét. 
Egy másik helynév, amelynek neve a vár létezését jelezheti, a mai falutól keletre található. Ez valójában a mai „Gradsko Selo” falucska. A legutóbbi háború során e falu közelében Gospić városának első védelmi vonala volt. Magáról a várról tudjuk, hogy a Lagodušić nemzetség építette központjaként. Ez a tágas vár Lika partján épült, egyik oldalát a víz, a másikat erős fal védte. Alaprajza látható azon romok alaprajzán, amelyet Ivan Kukuljević a 19. században készített és „Martina Kula Budak közelében” címmel látott el, amelyeket szabálytalan négyzet alakú toronyként vázol fel, két szikla között a Lika folyó partján.

## A vár mai állapota
A várnak nem maradt felszíni nyoma.